# Upplands runinskrifter 787
Upplands runinskrifter 787 är en vikingatida ristad sten av grovkornig gnejsgranit i Hansta, Hässelby, Tillinge socken och Enköpings kommun. Stenen är rent ornamental med endast ett ristat kors. Den är 1,5 meter hög och 0,5-0,8 meter bred. Stenen står tillsammans med U 786. De har tillsammans utgjort ett monument. De båda stenarna upptäcktes 1926 och restes på fyndplatsen vilken troligen är deras ursprungliga.